# متمرد بلا سبب (فلم)
متمرد بلا هدف (بالإنجليزية: Rebel Without a Cause) فيلم دراما أمريكي لعام 1955، عن مراهقين من الطبقة المتوسطة في الضواحي مرتبكين عاطفياً. تم تصوير الفيلم بتقنية «سينماسكوب CinemaScope» التي بدأ إستخدامها من عام 1953 إلى 1967. الفيلم من إخراج نيكولاس راي، ومن بطولة جيمس دين، وسال مينيو وناتالي وود. كان الفيلم محاولة رائدة لتصوير الإنحلال الأخلاقي للشباب الأمريكي ونقد أسلوب الوالدين وإستكشاف الإختلافات والصراعات بين الأجيال. الفيلم هو اقتباس من كتاب للطبيب النفسي روبرت إم ليندنر عام 1944، الكتاب تحت عنوان «متمرد بلا سبب: تحليل بالتنويم عن المختل العقلي الإجرامي Rebel Without a Cause: The Hypnoanalysis of a Criminal Psychopath»، ومع ذلك، لا يشير الفيلم إلى كتاب ليندنر بأي شكل من الأشكال. أصدرت شركة «وارنر براذرز» الفيلم في 27 أكتوبر 1955، بعد شهر تقريبًا من وفاة دين في حادث سيارة في 30 سبتمبر 1955. على مر السنين، حقق الفيلم مكانة بارزة وخصوصًا في تمثيل الممثل الأيقونة جيمس دين، الذي تم ترشيحه لجائزة الأوسكار عن فيلم «شرق عدن» والذي توفي قبل إصدار الفيلم. كان هذا هو الفيلم الوحيد خلال حياة دين الذي تلقى فيه أعلى أجر، وفي عام 1990، تمت إضافة فيلم «متمرد بلا سبب» إلى السجل الوطني للأفلام بمكتبة الكونغرس باعتباره «مهمًا ثقافيًا وتاريخيًا وجماليًا».

## أحداث الفيلم
جيم ستارك، شاب من الطبقة المتوسطة العليا، إنتقل للتو إلى لوس أنجلوس مع والديه، ويبدو أنه واجه مشكلة بالفعل في أماكن إقامته السابقة. تلقي الشرطة القبض عليه في منتصف الليل لأنه كان مخمورًا في الأماكن العامة، والسبب الذي يقدمه إلى ضابط الشرطة هو أن والديه يتجادلان بإستمرار، وأنه يشعر بأنه قد أسيء فهمه وأنه لا يحترم والده، الذي يخضع لزوجته وحماته. يواجه جيم في مدرسته الجديدة، عصابة من المشاغبين من نفس العمر، أحد أعضائها جودي، وهي فتاة من حي جيم. يحاول زعيم عصابة المشاغبين باز إستفزازه وإشراكه في قتال، وعندما يحافظ جيم على هدوئه ويعرف كيف يدافع عن نفسه، يتحداه باز في اختبار الشجاعة. جون، المعروف بأسم أفلاطون، صبي يبلغ من العمر خمسة عشر عامًا ويعشق جيم سراً، ويقوم بتحذيره من باز، ويخبره عن فيلا فارغة بالقرب من المرصد حيث يمكنهم الإختباء في أي وقت. في مساء نفس اليوم، يلتقي جيم بالعصابة على الساحل لإختبارالشجاعة، ويسمى أيضا «سباق الدجاج»، حيث يتسابق باز وجيم نحو منحدر في سيارات مسروقة، ومن يخاف ويقفز من السيارة أولاً هو «الدجاجة» أو الجبان. ويبدأ السباق ويقفز جيم قبل الجرف مباشرة، بينما يعلق كم سترته باز على مقبض الباب الداخلي ويسقط مع السيارة في الأعماق.
خلال الساعات القليلة التالية، تسود المدينة حالة من الإضطراب بشأن وفاة باز، وعندما يشتبه ثلاثة من أعضاء العصابة إن جيم قد أبلغ الشرطة بخصوص الحادثة الليلية، يضطر جيم إلى الفرار مع جودي، التي وقعت في حبه، ويذهبان إلى الفيلا المهجورة، حيث يعترف جيم وجودي بحبهما لبعضهما البعض. يلحقهم أفلاطون، الذي أخذ سرا مسدسا من منزل والديه، حيث يعيش عادة بمفرده مع مربية. سرعان ما يكتشف أعضاء العصابة الثلاثة مكان إختبائهم ويهاجمون الفيلا. يصيب أفلاطون أحد المهاجمين بالمسدس ويفر عبر البلاد إلى مرصد جريفيث، ويتبعه جيم لهناك قبل أن تحاصر الشرطة المبنى. يفوز جيم بثقة أفلاطون، وفي فرصة مواتية، ينجح في إزالة الطلقات من مسدس أفلاطون وإقناعه بالإستسلام. عندما يخطو أفلاطون خارج باب المبنى، ويرى رجال الشرطة المسدس في يده، يقومون بإطلاق النار عليه. يواسي والد جيم أبنه الحزين، متعهدًا بأن يكون أبًا أقوى، وبعد أن يتصالح جيم مع والديه، يقدم جودي كصديقته لوالديه، اللذين يجتمعوا معًا مرة أخرى بسبب الأحداث.

## الإنتاج
إشترت شركة وارنر براذرز حقوق كتاب ليندنر، بهدف استخدام العنوان للفيلم. فشلت محاولات إنتاج الفيلم في أواخر الأربعينيات من القرن الماضي. أجرى مارلون براندو «اختبار شاشة» لمدة خمس دقائق للإستوديو في عام 1947، كان الإختبارعلى أجزاء من أحد النصوص الجزئية، فلم يكن هناك نص. كان هناك سيناريو جديد تمامًا كتب في الخمسينيات من القرن الماضي لا علاقة له بإختبار براندو. تم تضمين اختبار الشاشة لمارلون براندو في إصدار خاص على قرص دي في دي DVD عام 2006 مع فيلم براندو «عربة أسمها الرغبة».
وفقًا لسيرة ناتالي وود، فهي لم تحصل تقريبًا على دور جودي لأن المخرج نيكولاس راي إعتقد أنها لا تتناسب مع دور شخصية المراهقة الماجنة. أثناء قضاء ليلة مع الأصدقاء، تعرضت ناتالي لحادث سيارة، وعندما سمع هذا المخرج راي، هرع إلى المستشفى، وأثناء وجود ناتالي في حالة غير واعية تمامًا، سمعت الطبيب يتذمر ويصفها بـ «شخصية مراهقة ماجنة لعينة»؛ وسرعان ما نهضت وهي تصرخ لراي: «هل سمعت ما يسميني؟! لقد وصفني بالمراهقة الماجنة اللعينة! الآن هل حصلت على الدور؟».

## طاقم التمثيل
جيمس دين: في دور جيم ستارك
ناتالي وود: في دور جودي
سال مينيو: في دور جون «أفلاطون» كروفورد
جيم باكوس: في دور فرانك ستارك
آن دوران: في دور كارول ستارك
كوري ألين: في دور باز جوندرسون
وليام هوبر: في دور والد جودي
روشيل هدسون: في دور والدة جودي
إدوارد بلات: في دور المفتش راي فريميك
ماريتا كانتي: في دور خادمة عائلة كروفورد
فرجينيا بريساك: في دور الجدة ستارك
دينيس هوبر: في دور جوون
جاك غريناج: في دور موس
فرانك مازولا: في دور كرانش
إيان وولف: في دور دكتور مينتون، أستاذ علم الفلك
بيفرلي لونج: في دور هيلين
روبرت فولك: في دور جين
جاك سيمونز: في دور كوكي
توم برنارد: في دور هاري
نيك ادامز: في دور تشيك
ستيفي سيدني: في دور ميل
كليفورد موريس: في دور كليف

## استقبال الفيلم
تم ترشيح ناتالي وود وسال مينيو ونيكولاس راي لجوائز الأوسكار عن أدوارهم في الفيلم الذي حقق مبلغ  7197000 دولار في العروض المحلية والخارجية، مما جعل شركة وارنر براذرز ثاني أكبر رابح في شباك التذاكر في ذلك العام. كانت آراء النقاد عن الفيلم متباينة عندما تم إصداره في 27 أكتوبر 1955، بعد أقل من شهر من وفاة جيمس دين، الذي أشاد النقاد بأدائه. كتب ويليام زينسر في جريدة الهيرالد تربيون New York Herald Tribune: «الفيلم يستغرق ساعتين، لكن يبدو أنه يومين. تمت كتابة الفيلم وتمثيله بشكل غير لائق، ويتصف ببطء شديد، يمكننا حذف جميع أسماء العاملين بإستثناء أسم واحد فقط. الإستثناء هو دين الممثل الشاب الموهوب الذي قُتل الشهر الماضي. موهبته النادرة وشخصيته الجذابة تتألق حتى من خلال هذه الميلودراما الرائعة».
وصف بوسلي كروثر، من صحيفة نيويورك تايمز، الفيلم بأنه "عنيف ووحشي ومثير للقلق"، وبإعتباره تصويرًا شديد الوضوح للمراهقين و"طرقهم الغريبة"، وأشار إلى "مبارزة مروعة" و"مشهد وحشي" و"عرض صادم" لسباق في سيارات مسروقة. على الرغم من إعترافه بوجود لحظات من الدقة والحقيقة في الفيلم، إلا أنه وجد هذه اللحظات "مؤلمة"، ولاحظ "النعومة التصويرية" في استخدام الإنتاج لتقنية السينماسكوب، مع إنها تتعارض مع واقعية إخراج راي. لم يكن كروثر معجبًا بتمثيل جيمس دين، وإستشهد بالسلوكيات المختلفة التي إعتقد أن دين نسخها من مارلون براندو، مؤكداً أنه "لم نر أبدًا فنانًا يتبع بوضوح أسلوب "شخص آخر" ووصف تمثيل دين لدور جيم ستارك بأنه "عرض أخرق".
كتب الناقد جاك موفيت من هوليوود ريبورتر، الذي إعتقد بشكل صحيح أن الفيلم سيكون صانع أموال، مقالة أقل نقدًا وأكثر إشادة. وجد تمثيل جيمس دين وناتالي وود وسال مينيو «رائعًا للغاية»، وإتجاه نيكولاس راي ليكون «رائعًا». وأشاد بالطريقة الواقعية التي صور بها راي مشاهد مركز الشرطة والطريقة الجذابة، وفقًا لموفيت، حيث إستحوذ على العدمية في ثقافة المراهقين الفرعية لجمهوره. ومع ذلك، إعترض موفيت على الأيديولوجية الأساسية للفيلم، وخاصة ما ينطوي عليه، كما رآه، من أن البيروقراطيين المحترفين يمكن أن يوجهوا الشباب بشكل أفضل من وحدة الأسرة الأمريكية نفسها. وإنتقد الفيلم لأنه يفرط في التعميم، واصفاً هذا الجانب بـ «الإبتذال المريح»، ولخص تقييمه ووصف الفيلم بأنه «معالجة سطحية لمشكلة حيوية تم عرضها ببراعة».
تم فرض رقابة على الفيلم في بريطانيا من قبل المجلس البريطاني لمراقبي الأفلام، وتم إصداره بحذف بعض المشاهد وتصنيفه بدرجة (اكس). تم حذف معظم قتال السكاكين ولم يتم عرض هذه المشاهد على الشاشات البريطانية حتى عام 1967.  تم حظر الفيلم في نيوزيلندا في عام 1955 من قبل رئيس الرقابة جوردون ميرامز، خوفًا من أنه قد يحرض على «جنوح المراهقين»، ليتم إصداره بعد الاستئناف في العام التالي مع حذف بعض المشاهد وتصنيفه (ممنوع لأقل من 16 سنة). تم حظره أيضًا في إسبانيا، وكان يتم تهريبه إلى البلاد من أجل العروض الخاصة، ولم يتم إصداره رسميًا هناك حتى عام 1964.
حصل الفيلم على تقييم 94% بناء على مقالات 50 ناقد في موقع الطماطم الفاسدة، وكتب الإجماع النقدي: «ميلودراما حارقة تتميز برؤية ثاقبة لموقف الأحداث في الخمسينيات من القرن الماضي وأداء جيمس دين الرائع والمبدع».
تم عرض السكين المستخدم في مشهد القتال في مرصد جريفيث في مزاد في 30 سبتمبر 2015، حيث بيع بمبلغ 12000 دولار.

## روابط خارجية
- مقالات تستعمل روابط فنية بلا صلة مع ويكي بيانات